# Ohrobec
Ohrobec (en allemand : Ohrobetz) est une commune du district de Prague-Ouest, dans la région de Bohême-Centrale, en République tchèque. Sa population s'élevait à 1 395 habitants en 2020.

## Géographie
Ohrobec se trouve à 8 km à l'est-sud-est de Černošice et à 16 km au sud du centre de Prague.
La commune est limitée par Dolní Břežany au nord-ouest et au nord, par Libeř à l'est et par Zvole au sud et au sud-ouest.

## Histoire
La première mention écrite de la localité date de 1356.

## Transports
Ústí nad Labem se trouve à 18,5 km au sud-ouest de Černošice et à 22 km du centre de Prague.